# أفضل العوالم الممكنة

صورة لجوتفريد فيلهلم ليبنيز

الجملة أفضل العوالم الممكنة (بالفرنسية: le meilleur des mondes possibles)‏ و(بالألمانية: Die beste aller möglichen Welten)، هي جملة جاء بها العلامة الألماني وفيلسوف الأنوار غوتفريد لايبنتس في عمله الذي كتبه في عام 1710 والذي عنوانه ما قد يترجم إلى نص حول جمال الله وحول حرية الإنسان وحول مصدر الشر.

## نقد
في هذا الإطار يذكر كتاب كانديد الذي كتبه فولتير في عام 1759.